# Аје (Асти)
Аје (итал. Aie) је насеље у Италији у округу Асти, региону Пијемонт.
Према процени из 2011. у насељу је живело 23 становника. Насеље се налази на надморској висини од 257 м.